# Orectoscelis obliquus
Orectoscelis obliquus är en skalbaggsart som beskrevs av Michael S. Caterino 2000. Orectoscelis obliquus ingår i släktet Orectoscelis och familjen stumpbaggar. Inga underarter finns listade i Catalogue of Life.